# البداية والنهاية
البِدَايَةُ وَالنِهَايَة هو عمل موسوعيّ تاريخي ضخم، ألّفه الحافظ ابن كثير إسماعيل بن عمر الدمشقي المتوفى سنة 774هـ.
وهو عرض للتاريخ من بدء الخلق إلى نهايته يبدأ ببداية خلق السماوات والأرض[ ؟ ] والملائكة إلى خلق آدم، ثم يتطرق إلى قصص الأنبياء مختصرًا ثم التفصيل في الأحداث التاريخيّة منذ مبعث النبي محمد حتى سنة 768 هـ بطريقة التبويب على السنوات. وتبدأ السنة بقوله "ثم دخلت سنة.." ثم يسرد الأحداث التاريخيّة فيها ثم يذكر أبرز من توفوا في هذه السنة. أما جزء النهاية ففيه علامات الساعة لغاية يوم الحساب بالتفصيل.
قال ابن كثير عن كتابه : «" فهذا الكتاب أذكر فيه بعون الله وحسن توفيقه ما يسره الله تعالى بحوله وقوته من ذكر مبدأ المخلوقات: من خلق العرش والكرسي والسماوات، والأرضين ...، وقصص النبيين ... ، حتى تنتهي النبوة إلى أيام نبينا محمد صلوات الله وسلامه عليه ...... ثم نذكر ما بعد ذلك إلى زماننا، ونذكر الفتن والملاحم وأشراط الساعة. ثم البعث والنشور وأهوال القيامة.... وما ورد في ذلك من الكتاب والسنة والآثار والأخبار المنقولة المعقولة عند العلماء وورثة الأنبياء..."» فكان الكتاب بحق المرآة الصادقة، والمرجع الأصيل لأهل هذا الفن.

## مقدمة الكتاب
الحمد لله الأول والآخر، الباطن الظاهر، الذي هو بكل شيء عليم، الأول فليس قبله شيء، الآخر فليس بعده شيء، الظاهر فليس فوقه شيء الباطن، فليس دونه شيء، الازلي القديم الذي لم يزل موجودا بصفات الكمال، ولا يزال دائما مستمرا باقيا سرمديا بلا انقضاء ولا انفصال ولا زوال.
يعلم دبيب النملة السوداء، على الصخرة الصماء، في الليلة الظلماء، وعدد الرمال.
وهو العلي الكبير المتعال، العلي العظيم الذي خلق كل شيء فقدره تقديرا.
ورفع السموات بغير عمد، وزينها بالكواكب الزاهرات، وجعل فيها سراجا وقمرا منيرا وسوى فوقهن سريرا، شرجعا عاليا منيفا متسعا مقبيا مستديرا.
وهو العرش العظيم - له قوائم عظام، تحمله الملائكة الكرام، وتحفه الكروبيون عليهم الصلاة والسلام، ولهم زجل بالتقديس
والتعظيم.
وكذا أرجاء السموات مشحونة بالملائكة، ويفد منهم في كل يوم سبعون ألفا إلى البيت المعمور بالسماء الرابعة لا يعودون إليه، آخر ما عليهم في تهليل وتحميد وتكبير وصلاة وتسليم.
ووضع الارض للانام على تيار الماء.
وجعل فيها رواسي من فوقها وبارك فيها وقدر فيها أقواتها في أربعة أيام قبل خلق السماء، وأنبت فيها من كل زوجين اثنين، دلالة للالباء من جميع ما يحتاج العباد إليه في شتائهم وصيفهم، ولكل ما يحتاجون إليه ويملكونه من حيوان بهيم.
وبدأ خلق الانسان من طين، وجعل نسله من سلالة من ماء مهين، في قرار مكين.
فجعله سميعا بصيرا، بعد ان لم يكن شيئا مذكورا.
وشرفه بالعلم والتعليم.
خلق بيده الكريمة آدم أبا البشر، وصور جثته ونفخ فيه من روحه وأسجد له ملائكته، وخلق منه زوجه حواء أم البشر فآنس بها وحدته، وأسكنهما جنته، واسبغ عليهما نعمته.
ثم أهبطهما إلى الارض لما سبق في ذلك من حكمة الحكيم.
وبث منهما رجالا كثيرا ونساء، وقسمهم بقدرة العظيم ملوكا ورعاة، وفقراء وأغنياء، وأحرارا وعبيدا، وحرائر وإماء.
وأسكنهم أرجاء الارض، طولها والعرض، وجعلهم خلائف فيها يخلف البعض منهم البعض، إلى يوم الحساب والعرض على العليم الحكيم.
وسخر لهم الانهار من سائر الاقطار، تشق الاقاليم إلى الامصار، ما بين صغار وكبار، على مقدار الحاجات والاوطار، وأنبع لهم العيون والآبار.
وأرسل عليهم السحائب بالامطار، فأنبت لهم سائر صنوف الزرع والثمار.
وآتاهم من كل ما سألوه بلسان حالهم وقالهم: (وإن تعدوا نعمة الله لا تحصوها إن الانسان لظلوم كفار): فسبحان الكريم العظيم الحليم * وكان من أعظم نعمه عليهم.
وإحسانه إليهم، بعد أن خلقهم ورزقهم ويسر لهم السبيل وأنطقهم، أن أرسل رسله إليهم، وأنزل كتبه عليهم: مبينة حلاله وحرامه، وأخباره وأحكامه، وتفصيل كل شيء في المبدإ والمعاد إلى يوم القيامة.
فالسعيد من قابل الاخبار بالتصديق والتسليم، والاوامر بالانقياد والنواهي بالتعظيم.
ففاز
بالنعيم المقيم، وزحزح عن مقام المكذبين في الجحيم ذات الزقوم والحميم، والعذاب الاليم * أحمده حمدا كثيرا طيبا مباركا فيه يملا أرجاء السموات والارضين، دائما أبد الآبدين، ودهر الداهرين، إلى يوم الدين، في كل ساعة وآن ووقت وحين، كما ينبغي لجلاله العظيم، وسلطانه القديم ووجهه الكريم * وأشهد أن لا إله إلا الله وحده لا شريك له، ولا ولد له ولا والد له، ولا صاحبة له، ولا نظير ولا وزير له ولا مشير له، ولا عديد ولا نديد ولا قسيم.
وأشهد أن محمدا عبده ورسوله، وحبيبه وخليله، المصطفى من خلاصة العرب العرباء من الصميم، خاتم الانبياء، وصاحب الحوض الأكبر الرواء، صاحب الشفاعة العظمى يوم القيامة، وحامل اللواء الذي يبعثه الله المقام المحمود الذي يرغب إليه فيه الخلق كلهم حتى الخليل إبراهيم صلى الله عليه وسلم وعلى سائر اخوانه من النبيين والمرسلين، وسلم وشرف وكرم أزكى صلاة وتسليم، وأعلى تشريف وتكريم. ورضي الله عن جميع أصحابه الغر الكرام، السادة النجباء الاعلام، خلاصة العالم بعد الانبياء. ما اختلط الظلام بالضياء، وأعلن الداعي بالنداء وما نسخ النهار ظلام الليل البهيم.
(أما بعد)
فهذا كتاب أذكر فيه بعون الله وحسن توفيقه ما يسره الله تعالى بحوله وقوته من ذكر مبدإ المخلوقات: من خلق العرش والكرسي والسموات، والارضين وما فيهن وما بينهن من الملائكة والجان والشياطين، وكيفية خلق آدم عليه السلام، وقصص النبيين، وما جرى مجرى ذلك إلى أيام بني إسرائيل وأيام الجاهلية حتى تنتهي النبوة إلى أيام نبينا محمد صلوات الله وسلامه عليه. فنذكر سيرته كما ينبغي فتشفي الصدور والغليل، وتزيح الداء عن العليل. ثم نذكر ما بعد ذلك إلى زماننا، ونذكر الفتن والملاحم وأشراط الساعة. ثم البعث والنشور وأهوال القيامة، ثم صفة ذلك وما في ذلك اليوم، وما يقع فيه من الامور الهائلة. ثم صفة النار، ثم صفة الجنان وما فيها من الخيرات الحسان، وغير ذلك وما يتعلق به، وما ورد في ذلك من الكتاب والسنة والآثار والاخبار المنقولة المقبولة عند العلماء وورثة الانبياء، الآخذين من مشكاة النبوة المصطفوية المحمدية على من جاء بها أفضل الصلاة والسلام. ولسنا نذكر من الإسرائيليات إلا ما أذن الشارع في نقله مما لا يخالف كتاب الله، وسنة رسوله صلى الله عليه وسلم وهو القسم الذي لا يصدق ولا يكذب، مما فيه بسط لمختصر عندنا، أو تسمية لمبهم ورد به شرعنا مما لا فائدة في تعيينه لنا فنذكره على سبيل التحلي به لا على سبيل الاحتياج إليه والاعتماد عليه.
وإنما الاعتماد والاستناد على كتاب الله وسنة رسول الله صلى الله عليه وسلم، ما صح نقله أو حسن وما كان فيه ضعف نبينه.

## أجزاء الكتاب
يتكون الكتاب من 21 جزءا:
- الجزء الأول [2] : من بدء الخلق إلى قصة ذي الكفل
- الجزء الثاني [3] : ذكر أمم أهلكوا بالعمة - أصحاب الأيكة
- الجزء الثالث [4] : لقمان - بدء السيرة النبوية
- الجزء الرابع [5]: بدء الوحي - إلى 1 هـ
- الجزء الخامس: من 2 هـ - 4 هـ
- الجزء السادس: 5 هـ - 8 هـ
- الجزء السابع: 8 هـ - 10 هـ
- الجزء الثامن: 11 هـ - شمائل ودلائل النبوة
- الجزء التاسع: 11 هـ - 15 هـ
- الجزء العاشر: 16 هـ - 40 هـ
- الجزء الحادي عشر: 40 هـ - 65 هـ
- الجزء الثاني عشر: 66 هـ - 102 هـ
- الجزء الثالث عشر: 103 هـ - 191 هـ
- الجزء الرابع عشر: 191 هـ - 310 هـ
- الجزء الخامس عشر: 311 هـ - 456 هـ
- الجزء السادس عشر: 456 هـ - 605 هـ
- الجزء السابع عشر: 606 هـ - 700 هـ
- الجزء الثامن عشر: 701 هـ - 768 هـ
- الجزء التاسع عشر: (الفتن والملاحم) خبر الأبلة - علامات الساعة - يوم القيامة
- الجزء العشرون: العرض على الله عز وجل
- الجزء الحادي والعشرون: فهرس (الأحاديث القدسية. الأعلام. البلدان والمياه... إلخ)

## كتب تتعلق به
- «فهرس البداية والنهاية ونهاية البداية والنهاية» - محمد بن سليمان الأشقر، نشر دار الأرقم بالكويت سنة 1404 هـ.
- «فهرس عام لكتاب البداية والنهاية» - إعداد المركز اللبناني للفهرسة العلمية برعاية عبد الله أنيس الطباع، نشر دار المعارف في بيروت سنة 1408 هـ.[6]